# Marc Lee
Marc Lee, né le 17 mars 1969 à Knutwil , est un artiste multimédia suisse. Il crée des installations interactives, de l'art en ligne, de l'art vidéo et des performances.

## Biographie
Lee étudie de 1995 à 1999 à la Hochschule für Gestaltung und Kunst de Bâle et de 2000 à 2003 les nouveaux médias à la Haute École d'art de Zurich.
Marc Lee crée des projets interactifs orientés vers le réseau depuis 1999 dans une production orientée vers le domaine artistique. Il expérimente des technologies d'information et de communication qui contiennent des aspects culturels, créatifs ou encore économiques et politiques. Il a dernièrement participé à d'importantes expositions d'art média, comme le Centre d'art et de technologie des médias de Karlsruhe, au New Museum of Contemporary Art à New York, au Transmediale à Berlin, à Ars Electronica à Linz, à la biennale de Séville, au Read_Me Festival de Moscou, au Musée national d'art moderne et contemporain de Corée...

## Expositions (sélection)
- 2015–2016 – GLOBALE: GLOBAL CONTROL AND CENSORSHIP, ZKM Karlsruhe, Allemagne[3]
- 2015–2016 – GLOBALE: Infosphäre, ZKM Karlsruhe, Allemagne[4]
- 2016 – GROSS, Museum der Kulturen Bâle, Suisse
- 2016 – Festival IMAGES, Vevey, Suisse
- 2016 – Cinnamon Colomboscope, Colombo, Sri Lanka
- 2016 – PHOTOFAIRS, Shanghai, International Art Fairs, Shanghai, Chine
- 2016 – Biennial Update_6/ NTAA, Zebrastraat Ghent, Belgique
- 2016 – The Show Must Go On, Situations, Fotomuseum Winterthur, Suisse[5]
- 2016–2017 – New GamePlay, Nam June Paik Art Center, Seoul, Corée[6]
- 2017–2021 – Doomsday - end without end, Musée d'histoire naturelle de Berne, Suisse
- 2017 – The Unframed World, HeK, Basel, Suisse[7]
- 2017 – Non-Places, Galerie b, Stuttgart, Allemagne[8]
- 2017 – DEMO DAY, Kunstraum LLC, Brooklyn New York, USA
- 2017 – Bubbling Universes, FILE FESTIVAL, São Paulo, Brésil[9]
- 2017 – Farewell Photography - No Image Is an Island, Port25 and Bookstore Thalia, Mannheim, Allemagne
- 2017 – VIRTUALITIES AND REALITIES, RIXC Art Science Festival, Center for New Media Culture, Riga, Letónia[10]
- 2017–2018 – Open Codes, ZKM, Karlsruhe, Allemagne[11]
- 2017–2018 – Aestetic of Changes, MAK - 150 Years of the Université des arts appliqués de Vienne, Autriche
- 2018 – Expositions GLOBAL CONTROL & CENSORSHIP à Białystok, Debrecen, Prague, Riga et Vilnius
- 2018 – The Wrong New Digital Art Biennale, UCSC Digital Arts Research Center, Santa Cruz CA, USA
- 2018 – Même mais différent, Galerie de synthèse, Berlin, Allemagne
- 2018 – Cairotronica 18, Palais des Arts - Complexe de l'Opéra, Le Caire, Egypte
- 2018 – Algorithmic Lifestyle, Roehrs & Boetsch, Zurich, Suisse
- 2018 – Fak'ugesi Digital Africa Festival, Wits Art Museum, Johannesburg, Afrique du Sud
- 2018 – Artificial Paradise, Künstlerhaus Halle für Kunst & Medien, Graz, Autriche
- 2018 – 8ème TADAEX | Exposition annuelle d'art numérique de Téhéran, Galerie Mohsen, Téhéran, Iran
- 2018 – 10.000 Moving Cities - Same but Different - AR, Stadtbibliothek, Stuttgart, Allemagne
- 2019 - International Symposium on Electronic Art (ISEA), Asia Culture Center (ACC), Gwangju, Corée du Sud
- 2019 - FILE SAO PAULO 2019, Festival international du langage électronique Galerie SESI, São Paulo, Brésil
- 2019 - CYFEST-12 : ID, The International Media Art Festival, Saint-Pétersbourg, Russie
- 2019 - Moving Cities, Roehrs & Boetsch, Zurich, Suisse
- 2019 - NEWSBODY - BONE Performance Art Festival, Schlachthaus Theater, Berne, Suisse
- 2019 - Festival Piksel19, BEK - le Centre d'art électronique de Bergen, Bergen, Norvège
- 2019 - 10.000 Moving Cities, COMO Screen SKT Tower 65 Eulji-ro Jung-gu, Séoul, Corée du Sud
- 2019 - Friends - AI & User-Generated content, PRE livepool - Phoenix Creative Park, Hangzhou, Chine
- 2019 - The Kind Stranger, Première exposition du nouveau Centre UNArt, Shanghai, Chine
- 2019 - Festival Nouvelle Vague de Toronto (TNW), Daniels Spectrum, Toronto, Canada
- 2019 - Recherche Technologie Urbanité, Schafhof - Centre Européen d'Art Haute Bavière, Freising, Allemagne
- 2019 - xCoAx 2019, 7ème Conférence Internationale sur le Calcul - Communication - Esthétique et X, Milan, Italie
- 2019 - Festival de la photo de Belfast, Golden Thread Gallery, Belfast, Irlande du Nord
- 2019 - Pourquoi élire, Polit-Forum, Berne, Suisse
- 2019 - Non-Places, Annka Kultys Gallery, Londres, Angleterre
- 2019 - F(r)iction, Kona Gallery et Lodhi Art Festival, New Delhi, Inde
- 2019 - Art Souterrain - Festival d'art contemporain, Centre de commerce mondial, Montréal, Canada
- 2020 – Unfiltered, SPACE10, New Delhi, Inde[12]
- 2020 – Stormy Weather, Kunstraum Niederoesterreich, Vienne, Autriche
- 2020 – Schafhof - Centre européen d'art de Haute-Bavière jardin de sculptures, Freising, Allemagn
- 2020 - Da Z Digital Culture Festival, Kunstraum Walcheturm et Museum für Gestaltung, Zurich, Suisse
- 2020 - Black Swan : Unpredictable Future, Oil Tank Culture Park, Séoul, Corée du Sud
- 2021 – Stormy Weather, Centre Culturel Suisse, Paris, France[13]

## Prix et mentions honorifiques (sélection)
- 2002 – Viper Swiss Award 2002 "for Newcomers", Basel, Suisse
- 2002 – Read_Me Festival 2002, "Honorary Mention", Moscou, Russie
- 2002 – Transmediale 2002 "Honorary Mention" in the category "Interaction", Berlin, Allemagne
- 2002 – Transmediale Public Vote Award 2002 in the categories "Interaction" and "Software", Berlin, Allemagne
- 2002 – Transmediale Award 2002 in the category "Software", Berlin, Allemagne
- 2003 – Honorary Mentions, media art festival Ars Electronica Prices, Linz, Autriche
- 2003 – Prix étudiant Zurich University of the Arts, Suisse
- 2003 – tpc CreaTVty award 2003 of new media, TPC Zurich, Suisse
- 2004 – Switch Award 2004, Nomination, Bern, Suisse
- 2006 – Viper International Award 2006 in the category "Transposition", Basel, Suisse
- 2008 – Netart Award 2008, Hamburg, Allemagne
- 2008 – SuMa Award 2008, Berlin, Allemagne
- 2009 – Pro Helvetia Artiste en résidence à Bangalore
- 2010 – ZKM Stipend, Karlsruhe, Allemagne
- 2014 – Japan Media Arts Festival, Art Division, Jury Selection, Tokyo, Japon
- 2015 – Social Media Art Award, Phaenomenale 2015, Wolfsburg, Allemagne
- 2017 – Bogdanka Poznanović Award for the best Media Installation, Live piece, Software, URL, 21st Videomedeja, Serbie
- 2017 et 2018 - Liste des finalistes du Net-Based Art Award, Magazine Kunstbulletin et HeK, Suisse
- 2020 - Résidence de recherche Pro Helvetia, New Delhi et Kolkata, Inde

## Catalogues et publications (sélection)
- 2013 - Digital Art Conservation, Conservation d'art numérique: théorie et pratique, Bernhard Serexhe  (ISBN 978-3-7091-1467-4)
- 2014 - Inauguration, National Museum of Modern and Contemporary Art, Korea   (ISBN 978-89-6303-069-2)
- 2015 - 18th Japan Media Arts Festival, Award-winning Works, Tokyo
- 2015 - Poetics and Politics of Data, HeK, S. Himmelsbach, C. Mareis,  (ISBN 978-3-85616-681-6)
- 2016 - Festival Images Vevey 2016  (ISBN 9782970081777)
- 2016 - Update 6, New Technological Art Award. Exposition internationale  (ISBN 9789492321473)
- 2017 – New Gameplay – Nam June Paik Art Center, Jinsuk Suh  (ISBN 978-89-971283-3-4)
- 2017 – THE UNFRAMED WORLD, Virtual Reality as Artistic Medium, Sabine Himmelsbach  (ISBN 978-3-85616-850-6)
- 2017 – Bubbling Universes – FILE SÃO PAULO 2017  (ISBN 9788589730235)
- 2017 – Farewell Photography, Biennale für aktuelle Fotografie  (ISBN 9783960982050)
- 2018 – Medienkunst in der Schweiz/ Media Arts in Switzerland  (ISBN 978-3-85616-867-4)
- 2018 – Faceless – Re-inventing Privacy Through Subversive Media Strategies  (ISBN 978-3-11-052771-1)
- 2018 – The Internet of other people’s things, Book  (ISBN 978-3-9504200-1-2)
- 2019 – LUX AETERNA - ISEA 2019 Art, Catalogue [14]
- 2019 – xCoAx 2019: Proceedings of the Seventh Conference on Computation, Communication, Aesthetics and X [15]
- 2019 – FILE SÃO PAULO 2019: 20 Years of FILE 20 Years of Art and Technology  (ISBN 9788589730297)
- 2019 – Research TECHNOLOGY URBANITY, Schafhof - Centre européen d'art de Haute-Bavière[16]
- 2019 – Marc Lee: Non-Places, Annka Kultys Gallery
- 2020 – post-futuristisch, KUNSTFORUM International Bd. 267, Magazine[17]